# 下里町
下里町（しもざとちょう）は、和歌山県東牟婁郡にあった町。現在の那智勝浦町の南端、熊野灘の沿岸、紀勢本線下里駅および紀伊浦神駅の周辺にあたる。

## 地理
- 海洋：熊野灘、玉ノ浦
- 岬：富久良門崎、耳ノ鼻、仏崎、弁天崎、磯崎、山見鼻
- 島嶼：イガイ島、アマリハエ
- 山岳：八郎山
- 河川：太田川

## 歴史
- 1889年（明治22年）4月1日 - 町村制の施行により、東牟婁郡下里村・粉白村・八尺鏡野村・浦神村の区域をもって下里村が成立。
- 1925年（大正14年）4月1日 - 下里村が町制施行して下里町となる。
- 1936年（昭和11年）12月11日 - 紀勢中線下里駅 - 串本駅間が開通。建設に当たり玉の浦の風致問題などが課題となっていた[1]。
- 1960年（昭和35年）1月11日 - 那智勝浦町に編入。同日下里町廃止。

## 交通

### 鉄道路線
- 日本国有鉄道
  - 紀勢西線（現・紀勢本線）：紀伊浦神駅 - 下里駅

### 道路
- 国道42号